# David L. Hill
David Lawrence Hill, né le 11 novembre 1919 à Booneville (Mississippi) et mort le 14 décembre 2008 à Brighton (État de New York), est un physicien nucléaire américain qui a travaillé sur le projet Manhattan pendant la Seconde Guerre mondiale et qui était à la tête de la Federation of American Scientists. Il est surtout connu pour son témoignage en 1959 contre la nomination de Lewis Strauss au poste de secrétaire au Commerce des États-Unis.

## Biographie

### Pendant la Seconde Guerre mondiale
Diplômé du California Institute of Technology en 1942, il rejoint l'équipe d'Enrico Fermi au laboratoire métallurgique de Chicago, où il reste pendant toute la guerre. Il fait partie de l'équipe de scientifiques qui construisent le Chicago Pile, le premier réacteur nucléaire artificiel au monde. En 1945, il est l'un des 70 scientifiques à signer la pétition de Szilárd demandant au président Truman d'avertir les Japonais avant d'utiliser la bombe atomique.

### Carrière après la guerre
Après la guerre, il obtient son doctorat en physique nucléaire à l'université de Princeton en 1951. Son directeur de doctorat est John Archibald Wheeler. Il est professeur adjoint à l'université Vanderbilt, puis de 1954 à 1958, il travaille comme physicien théoricien au laboratoire national de Los Alamos.
En 1953, Hill, alors président de la Federation of American Scientists, critique un discours de Lewis Strauss qui défend son opposition à l'expédition de radio-isotopes vers la Norvège en 1949. En 1959, il témoigne devant le Comité du commerce du Sénat américain pour s'opposer à la nomination par le président Eisenhower de Lewis Strauss au poste de secrétaire au Commerce, affirmant que « la plupart des scientifiques de ce pays préféreraient voir M. Strauss complètement hors du gouvernement ». Hill accuse Strauss de manque d'intégrité, de développer une quête obsessionnelle d'approbation personnelle, d'arrogance persistante et de vengeance personnelle. Parmi les questions citées figurent l'opposition de Strauss à l'expédition de radio-isotopes en 1949 et son rôle dans l'audience de sécurité qui retire l'habilitation de sécurité de Robert Oppenheimer. Le Sénat vote finalement contre la nomination de Strauss.

### Dernières années
Hill passe la dernière partie de sa carrière à travailler dans le secteur privé, fondant des sociétés de recherche et développement, notamment Nanosecond Systems Inc., un fabricant d'équipements de mesure de haute précision, et occupant le poste de président de Harbour Research Corp., une société d'investissement et d'application des brevets. 

## Vie privée
Hill épouse Mary Shadow le 31 décembre 1950, avec qui il a sept enfants. Il meurt le 14 décembre 2008 à l'âge de 89 ans à Brighton, dans l'État de New York. Il a des funérailles privées.

## Dans la culture populaire
Hill est interprété par Rami Malek dans le film Oppenheimer de Christopher Nolan en 2023.